# قائمة زملاء الجمعية الملكية المنتخبين في 1680
هذه الصفحة تعرض قائمة زملاء الجمعية الملكية المُنتخبين لعام 1680.

## الزملاء
- Thomas Firmin [الإنجليزية]‏
- دنيس بابان
- Frederick Slare [الإنجليزية]‏
- Andrew Clench [الإنجليزية]‏
- روبرت نيلسون [الإنجليزية]‏
- John Houghton (apothecary) [الإنجليزية]‏